# Ortezia egregia
Ortezia egregia är en stekelart som först beskrevs av Cresson 1868.  Ortezia egregia ingår i släktet Ortezia och familjen brokparasitsteklar. Inga underarter finns listade i Catalogue of Life.